# James Gill
James Francis Gill (Tahoka, 20 de dezembro de 1934) é um pintor norte-americano do movimento Arte pop.
O Museu de Arte Moderna de Nova Iorque inclui, desde 1962, na sua coleção permanente o quadro tríptico (3 partes) Marylin Tryptich. No auge da sua carreira, James Gill retirou-se da cena artística em 1972 e só regressou 30 anos mais tarde.

## Biografia

### As primeiras obras
James Gill nasceu em 1934 em Tahoka, Texas, e cresceu em San Angelo, Texas. Sua mãe, arquiteta de interiores e empresária, encorajou o a ter interesse artístico. No liceu, Gill fundou com amigos um clube de rodeo para concretizar o sonho de se tornar cowboy. Durante o serviço militar, Gill trabalhou como desenhador e autor de cartazes. De regresso ao Texas, continuou os seus estudos no San Angelo College e continuou a trabalhar para um gabinete de arquitetos. Em 1959, estudou na Universidade do Texas, em Austin, para trabalhar posteriormente em conceção da arquitetura em Odessa. A seguir concentrou-se na sua carreira artística.[carece de fontes?]

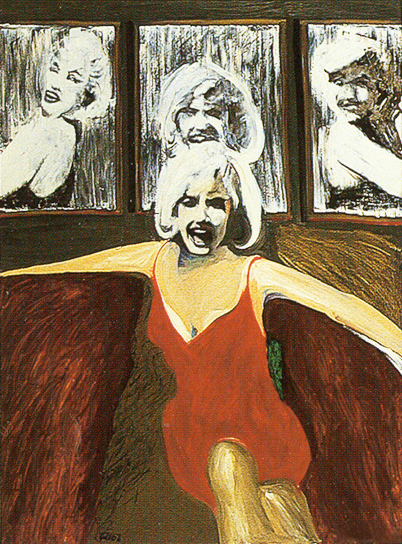
Parte esquerda de Marylin Tryptich (1962)

Em 1962, mudou-se para Los Angeles. Na sua bagagem encontravam-se várias pinturas, incluindo Women in Cars, que apresentou na galeria de Felix Landau. Em novembro de 1962, o Museu de Arte Moderna de Nova Iorque, — através de uma doação de John e Dominique de Menil — juntou a sua colecção a pintura de Marilyn Monroe denominada Marylin Tryptich, dando-lhe reconhecimento internacional. O seu desenho Laughing Women in Car and Close-up foi mostrado no Museu de Arte Moderna por entre os desenhos de Picasso e Redon.
Em 1965, Gill deu aulas de pintura na Universidade do Idaho. Durante este período, o seu trabalho era frequentemente depressivo e sombrio, tanto no tom como no humor. O tema principal do seu trabalho eram acontecimentos sociais e políticos tais como a Guerra do Vietname. Há entre eles, uma série de pinturas antiguerra que retratam os dirigentes civis e militares. O escritor William Inge descreveu estes quadros como: «Retratando figuras de elevado destaque social, momentaneamente apanhadas num qualquer ato nefasto, que provavelmente destruirá a sua reputação política ou profissional».

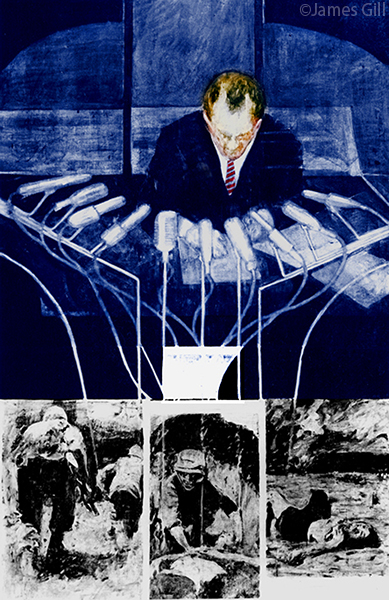
As Máquinas (1965)

Seu trabalho As Máquinas decorre de uma série de imagens antiguerra. A composição combina a atenção dos meios de comunicação dos Estados Unidos com o retrato das condições de combate no Vietname. Como artista, Gill adquiriju reputação por tratar assuntos correntes a partir de cópias de imagens fotográficas. A combinação do seu expressionismo em conjunto com o seu lápis de grafite destacava-se contra a tendência da época. O escritor William Inge descreveu as suas composições sombrias de lápis de grafite como: «pinturas que captam um momento de verdade, de uma beleza infeliz, que as tornam memoráveis».
Em 1967, a exposição "São Paulo 9 - Ambiente Estados Unidos: 1957-1967", no Brasil,  mostra os trabalhos de Gill conjuntamente com artistas como Andy Warhol e Edward Hopper. Esta exposição lançou Gill definitivamente no mundo da arte internacional. As suas obras foram incluídas nas coleções dos mais importantes museus internacionais, tais como o Museu de Arte Moderna de Nova Iorque ou a National Portrait Gallery.
No mesmo ano, a revista Time pediu-lhe para retratar Alexander Soljenítsin, que tinha acabado de fugir de um campo de trabalho soviético. Gill produziu um quadríptico, que esteve pendurado cerca de cinco anos no hall do edifício onde se encontrava a revista Time Life. A figura, inicialmente sem rosto torna-se num homem sorridente, que recuperou a sua liberdade. Nas palavras do próprio artista: «Todas as pessoas são prisioneiros políticos na maneira que são prisioneiros do sistema em que nascem».

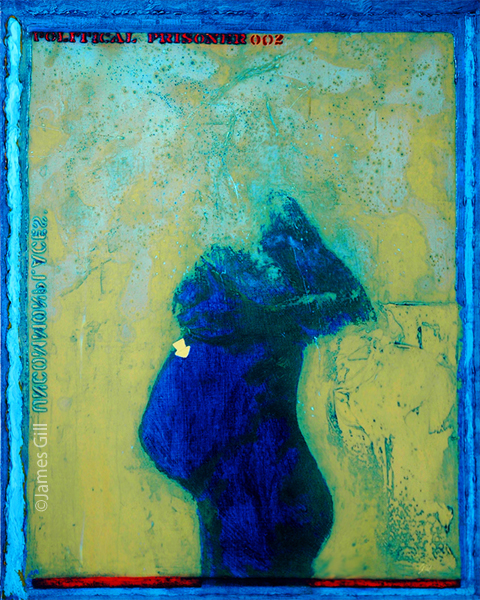
Prisoneiro Político (1968)

As fontes de inspiração de Gill vieram sempre do presente. O seu reconhecimento enquanto artista foi feito não só com base nos seus retratos de personalidades famosas como John F. Kennedy, Marilyn Monroe e os Beatles, mas também, em larga medida sobre os seus outros trabalhos, que questionavam a estrutura do poder político e a guerra em geral. Um trabalho importante deste período é o quadro Political prisoner. A pintura mostra a silhueta de uma mulher grávida. O seu corpo é o símbolo da longevidade da população e a possibilidade de um novo recomeço de cada geração, livre dos erros da geração dos seus pais. Mas ao mesmo tempo, Gill parece sugerir que mesmo a criança que vai nascer, está à partida presa: nascida no caldeirão de uma família nuclear, e que, a nova geração poderá ser, infelizmente, herdeira de um mundo que não ajudou a criar, mas que a criou a ela própria.
Em 1969, Gill lecionou na Universidade da Califórnia em Irvine.[carece de fontes?]
Em 1970, foi-lhe oferecido um posto de professor convidado na Universidade do Oregon em Eugene. Gill estava então no auge da sua carreira e era muito popular na cena da Arte pop. Mas muitos dos seus contemporâneos viram nas suas obras um sentimento profundo e complexo que exprime mais que a intenção da Arte pop: «Gill é um importante artista da Arte pop, mas é mais do que um pintor e trata os seus temas de uma maneira muito carregada emocionalmente, indo para além do artista pop», escrito pelo Los Angeles Times Art Editor Henry J . Seldis na edição de 8 de novembro de 1965.[carece de fontes?]

### Retirada da cena artística
Em 1972, Gill reformou-se, através de um exílio auto-imposto, na expetativa de manter uma espécie de relação à distância com a cena artística. Ele pretendia desenvolver a sua expressão artística, sem estar preso aos constrangimentos do mundo material. Ele afirmou: «Naquela altura estava bastante agarrado a uma série de coisas, preso à fama, à arte e ao dilema do Political Prisoner (...). Assim, enquanto conduzia através dos bosques dose carvalhos da Califórnia e ao longo da costa, fiquei deslumbrado com a beleza do local e apercebi-me que não tinha de viver em Los Angeles». Após ter ensinado um semestre no Oregon, vendeu a casa, várias fotos e desenhos para poder comprar terra e uma casa em Whale Gulch, na fronteira da Califórnia.[carece de fontes?]

### Redescoberta

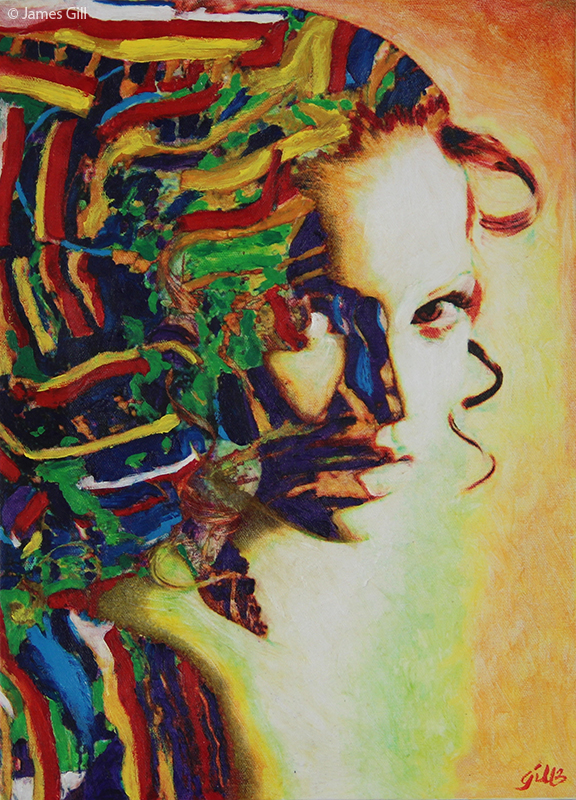
Para além da sombra (2003)

Paralelamente ao seu trabalho concetual na arquitetura na Califórnia do Norte, James Gill começou de novo a pintar em meados dos anos 80. Regressou ao Texas e voltou a desenvolver a sua arte mas sem ir para o público.
No entanto, a sua vida alterou-se bruscamente quando, cerca de 10 anos mais tarde, a revista de arte "American way" do Museu de Arte Americana Smithsonian o contactou e lhe pediu uma entrevista. Esta entrevista marca o início da sua redescoberta e levou a que numerosas galerias e museus ficassem de novo atentas aos seus trabalhos.
Por volta de 1987, Gill começou a trabalhar com ferramentas de design gráfico por computador, utilizando «o computador e a impressora (...) como uma ferramenta de desenho»
Pela primeira vez, em 2005, foi feita uma retrospetiva na sua cidade natal de San Angelo, no Museu de Belas Artes.

### Obra tardia

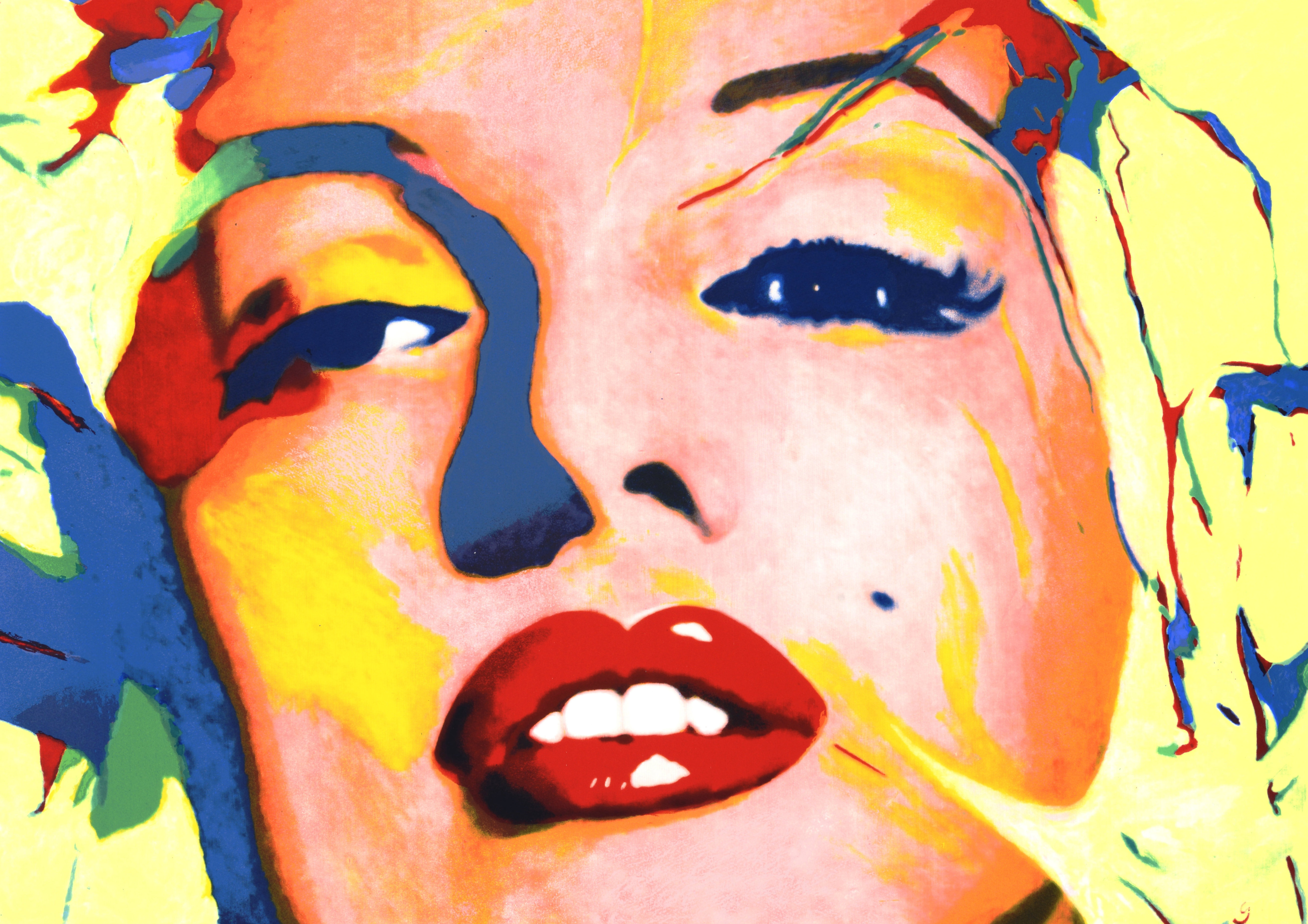
MM a Critique of Mass Iconology - Serigrafía (2013)

Por volta de 2010, a fase criativa tardia de Gill começa. Contrariamente ao predomínio de temas políticos nos seus primeiros trabalhos, a obra dele foca-se, neste período, cada vez mais, na apresentação de ícones da Arte pop como John Wayne, Paul Newman ou Marilyn Monroe. Pintou inclusivamente várias obras da atriz norte-americana, que, desde o seu primeiro sucesso com a obra Marilyn Tryptich (que foi incluída na coleção permanente do Museu de Arte Moderna antes das obras de Andy Warhol), ininterruptamente exercia sobre ele um fascínio, tornando-se a inspiração central da sua obra tardia.[carece de fontes?]
Ao ter conhecido pessoalmente figuras como Tony Curtis, Kirk Douglas, John Wayne, Martin Luther King, Jim Morrison e Marlon Brando, Gill é um artista que observou de perto toda uma geração. Estas personalidades marcaram indubitavelmente a substância do seu trabalho, que este tentava transmitir através de diversas técnicas e composições. A arte de James Gill nos dias de hoje é uma fusão entre o realismo e a abstração. As fotos são uma das bases da sua arte. Hoje em dia, a composição da imagem das suas pinturas é feita com base no recurso ao computador. Ele trabalha conscientemente com os efeitos de montagem, que descreve como «Metamage» ou «Media Misturada».

## Exposições diversas (seleções)
- 1962/1964/1966 Galeria Alan, Nova Iorque[carece de fontes?]
- 1963/1965/1967 Galeria Landau, Los Angeles[carece de fontes?]
- 1964 Galeria George Lester, Roma[carece de fontes?]
- 1966 Galeria Crocker, Sacramento[carece de fontes?]
- 1970 Civic Center, Topanga[carece de fontes?]
- 2005 Museu de São Ângelo de Belas Artes, San Angelo[carece de fontes?]
- 2012 L.A. Raw, Museu de Arte de Pasadena[carece de fontes?]
- 2013 art Karlsruhe[carece de fontes?]
- 2014 ART Insbruque[carece de fontes?]
- 2015 antiques & art fair, Luxemburgo[carece de fontes?]

## Obras em coleções públicas
- Museu de Arte Moderna, Nova Iorque[carece de fontes?]
- Museu Whitney de Arte Americana, Nova Iorque[carece de fontes?]
- Museu da Marinha Nacional dos Estados Unidos, Washington, D.C.[carece de fontes?]
- Museu de Arte de Berkeley, Universidade da Califórnia, Berkeley[carece de fontes?]
- Museu Smithsonian de Arte Americana, Washington, D.C.[carece de fontes?]
- National Portrait Gallery, Washington, D.C.[carece de fontes?]
- Centro de Artes Visuais da Universidade Stanford, Stanford, Califórnia[carece de fontes?]
- Museu de Belas Artes de São Ângelo, San Angelo, Texas[carece de fontes?]
- Museus de Belas Artes de Santa Bárbara, Santa Barbara, California[carece de fontes?]
- Art Institudo Chicago, Ilinois[carece de fontes?]
- Museu Moderner Kunst Stiftung Ludwig, Viena[carece de fontes?]
- Neue Galerie, Cassel[carece de fontes?]